# Brachystegia spiciformis
Brachystegia spiciformis, commummente conhecida como mupanda(Português de Angola) ou messassa(Português de Moçambique), é um arbusto de grande porte ou árvore de copa achaparrada, de flores verdes e fragrantes, pertencente à família das Fabáceas.

## Nomes comuns
Em Angola, além de ser conhecida como «mupanda», também é conhecida, nalgumas zonas do Centro interior e Sul de Angola, como «mumanga».

### Etimologia
Quanto ao nome científico desta espécie:
- O nome genérico, Brachystegia, provém de uma aglutinação dos étimos gregos clássicos, βραχύς (braquis),[4] qe significa «curto, pequeno» e στέγος (stégos), que significa «telhado, cobertura»,[5] por alusão às flores das espécies deste género, que são pequenas e não contam com cálice.[6]

- O epíteto específico, spiciformis, provém do latim, tratando-se de uma aglutinação do étimo, spīcĕus, que significa «como espiga de cereal»[7] e formis,[8] que é uma declinação de forma e significa «com formato de; com feitio de».[9]

Do que respeita ao nome comum «messassa» este provém da língua suaíli, onde encerra o mesmo significado que no português de Moçambique.

## Descrição
Esta espécie pauta-se pelas suas qualidades  ornamentais.
A mupanda tem um  crescimento particularmente lento, atingindo geralmente entre os 8 a 25 metros de altura, podendo, por vezes, chegar aos 35 a 40 metros de altura.
O tronco da messassa costuma ser de formato retilíneo ou cilíndrico, podendo ver-se livre de ramos até aos 15 metros de altura. O tronco pode orçar até 120 cm de diâmetro e, ocasionalmente, evidenciar sulcos na base.
Esta espécie, geralmente, é de folha perene, porém, em anos de seca, pode tornar-se de folha caduca.
As flores da mupanda sobressaem pelo seu perfume adocicado. A folhagem da messassa, quando começa a despontar, pode matizar-se em tons acobreados, avermelhados e rosados, de tal maneira que, à distância, se pode afigurar como se fosse um conjunto de flores.

## Distribuição
Esta espécie marca presença em diversos territórios de Angola, Zâmbia, Maláui, Zimbabué,  Moçambique e África do Sul.

### Ecologia
As mupandas medram em pastagens tropicais e subtropicais, savanas e moitas costeiras e de terras altas (50 - 2000 metros), a que se dá o nome de miombos.

## Plantio
A messassa é uma planta de zonas tropicais e subtropicais, podendo plantar-se em altitudes que entre 12 e os 2.350 metros.
A messassa tende a crescer melhor em áreas onde as temperaturas diurnas anuais oscilam entre os 14 e 28 °C, podendo, no entanto, tolerar variações de temperatura balizadas entre os 10 e os 35 °C.
Se for sujeita a temperaturas iguais ou inferiores a 1 °C, contudo, pode morrer, sendo certo que há relatórios botânicos que relatam casos de exemplares adultos a conseguirem suportar geadas.
A messassa costuma medrar melhor em espaços com uma precipitação anual média entre 600 e 1.100 mm, mas tolera entre 500 e 1.200 mm, preferindo um posicionamento com boa exposição solar. Sendo certo que tolera uma grande variedade de solos, a messassa desenvolve-se melhor em solos de terra avermelhada, com boa profundidade e humidade. Geralmente, não se desenvolve bem em solos mal drenados e pouco profundos.
Costuma preferir substractos de solo com um pH entre 5,5 e 7, mas é capaz de tolerar um pH entre os 5 e 7,5.
A floração e frutificação dependem das condições climáticas de cada ano, de maneira que nem sempre ocorrem. Após a polinização, o desenvolvimento do fruto demora entre de 7 a 8 meses.
As sementes são projectadas com força da vagem à medida que esta amadurece, lançando-se por vezes até 10 metros de distância da vagem.
Há relatos contraditórios sobre se esta espécie tem ou não uma relação simbiótica com certas bactérias do solo, pelo que não é claro se fixa azoto atmosférico ou não.

## Usos
A madeira da mupanda é um bom combustível e produz carvão de boa qualidade, sendo das espécies preferidas para a produção de carvão em toda a África Austral.
A árvore produz grandes quantidades de uma goma vermelha escura muito rica em taninos.

### Artesanato, cordoaria e têxteis
As raízes da mupanda são uma fonte de fibra, sendo usada no âmbito do artesanato africano, dos países de onde são nativas, para fazer cordas, tapetes, cestos e sacos.

### Apicultura
As flores da mupanda são muito valorizadas no âmbito da apicultura, porquanto fornecem uma boa fonte de pólen e néctar, produzindo um mel excelente, que cristaliza muito lentamente.
Com as fibras das raízes também se fazem colmeias artesanais.

### Tinturaria
A casca é adstringente, contendo 13% de taninos, da qual se extrai um pigmento de cor avermelhada ou vermelho-escuro quase negro, usado em tinturaria.

### Marcenaria
O cerne da madeira é de coloração variável, indo de castanho-claro a castanho-avermelhado, escurecendo com a exposição; por vezes apresenta riscas. A textura da madeira do cerne da mupanda é grosseira e lustrosa, com veio irregulares e entrelaçados.
A madeira é muito dura e pesada, é pouco resistente e mostra-se especialmente vulnerável ao ataque de térmitas, o que limita as suas competências para a construção. A madeira da mupanda seca lentamente e tem alguma tendência para empenar, demonstrando tendência considerável de fendas e rachas nas extremidades, o que também limita a sua utilidade.
A madeira é difícil de trabalhar e serrar, produzindo desgaste moderado das lâminas, sendo que os veios tendem a estragar-se durante o processo de aplainamento. Apesar disto, a mupanda lixa-se com facilidade, resultando em bons acabamento e polimento. Esta madeira tem propriedades muito fracas para ser recurvada a vapor.
Mesmo quando tratada, é uma madeira de qualidade geral inferior, usada para fins como construção geral, componentes de mobiliário, travessas de caminho-de-ferro e soalhos.
Por estes motivos, esta madeira só ocasionalmente se comercializa internacionalmente, e geralmente só como em  carregamentos de madeiras mistas.

### Etnofarmacologia
A raiz é adstringente e com ela, no âmbito da medicina tradicional, prepara-se uma infusão usada no tratamento da disenteria e da diarreia.
Com a raiz também se pode fazer uma decocção que, no âmbito da medicina tradicional, se aplica como colírio para tratamento da conjuntivite.
A casca, por sua vez, é usada na confecção de remédios para a tosse e quando macerada, usa-se como unguento no tratamento de mordeduras de cobra.

### Ornamental
Ornamental e paisagisticamente, é reconhecida boa utilidade à messassa, a árvore é frequentemente plantada pela sombra que proporciona, afigurando-se de particular qualidade estética, quando surgem as novas folhas, por sinal, muito coloridas as quais, quando vistas ao longe, dão a impressão de serem flores.